# Semikarakorsk
Semikarakorsk è una città della Russia europea meridionale (oblast' di Rostov). Appartiene amministrativamente al rajon Semikarakorskij, del quale è il capoluogo.
Sorge nella parte centro-settentrionale della oblast', sulla sponda sinistra del fiume Don, 137 chilometri a nordest del capoluogo regionale Rostov sul Don.